# Kule
Kule è un villaggio del Botswana situato nel distretto di Ghanzi, sottodistretto di Ghanzi. Il villaggio, secondo il censimento del 2011, conta 807 abitanti.

## Località
Nel territorio del villaggio sono presenti le seguenti 30 località:
- Boitshepo, di 8 abitanti
- Coke, di 3 abitanti
- Damtau, di 1 abitante
- Dikhutsana, di 13 abitanti
- Dinoga, di 11 abitanti
- Ditshoswane
- Farm 224, di 12 abitanti
- Farm 247 MJ, di 1 abitante
- Kabana, di 5 abitanti
- Kgomo Botshelo, di 5 abitanti
- Kole Lands, di 12 abitanti
- Komobondo, di 9 abitanti
- Kule Lands, di 2 abitanti
- Lehume (Farm 246MJ), di 15 abitanti
- Longtree, di 12 abitanti
- Metibine, di 9 abitanti
- Mongwene
- Morama, di 33 abitanti
- Okwa Farm, di 5 abitanti
- Otjiperango
- Otjiperengo, di 7 abitanti
- Rethuseng No. 5, di 15 abitanti
- Salt Pan, di 1 abitante
- Serietso, di 5 abitanti
- Tjomunguidi, di 13 abitanti
- Tsholofelo West, di 4 abitanti
- Tshukudu Pan, di 14 abitanti
- Tsolamosese, di 11 abitanti
- Xauxe, di 11 abitanti
- Xwidare di 11 abitanti